# Рурак, Михаил Иванович
Михаил Иванович Рурак (укр. Михайло Іванович Рурак; 18 июля 1951, Челябинск — 30 мая 2019) — советский и украинский тренер по лёгкой атлетике, работавший в Запорожье. Личный тренер таких известных украинских легкоатлетов как К. Рурак, Е. Рурак, О. Повх, М. Ремень и др. Заслуженный тренер Украины.

## Биография
Родился 7 февраля 1972 года в Челябинске, РСФСР.
В 1976 году окончил Челябинский государственный институт физической культуры.
В 1968—1969 годах — спортивный инструктор в Челябинске. В 1972 году — тренер ДСО «Спартак» (Стрый). В 1975—1977 годах — тренер детской спортивной школы в Челябинске. В 1977—1984 годах — тренер ДСО «Спартак» (Стрый).
В 1984—1988 годах работал тренером-преподавателем в Специализированной детско-юношеской школе олимпийского резерва по лёгкой атлетике спортивного клуба «Металлург» при металлургическом комбинате «Запорожсталь». C 1988 года — тренер физкультурно-спортивного общества «Украина».
В 1988—1993 годах — преподаватель кафедры физического воспитания Криворожского горнорудного института.
С 1992 года — тренер сборной команды Украины по лёгкой атлетике.
Умер 30 мая 2019 года в возрасте 67 лет в результате осложнений после инсульта.

## Спортивная карьера
Занимаясь лёгкой атлетикой, выполнил норматив мастера спорта СССР. Участвовал в олимпийских играх в Атланте, Сиднее.
За долгие годы тренерской деятельности подготовил ряд титулованных спортсменом международного уровня. Так, среди его воспитанников известные спринтеры:
- Константин Рурак — чемпион Европы, победитель Кубка Европы (сын).
- Елена Рурак — бронзовая призёрка Универсиады, участница двух Олимпийских игр (невестка).
- Александра Пейчева — чемпионка Европы среди юниоров и среди молодёжи.
- Олеся Повх — бронзовая призёрка Олимпийских игр и чемпионата мира.
- Мария Ремень — бронзовая призёрка Олимпийских игр и чемпионата мира.
- Роман Кравцов — многократный чемпион Украины.
- Михаил Яворский — многократный чемпион Украины.

## Награды
- Заслуженный тренер Украины (1997) — за выдающиеся достижения на тренерском поприще[6];
- Заслуженный работник физической культуры и спорта Украины[7].